# 高井麻巳子
高井麻巳子（日语：高井 麻巳子，1966年12月28日—），旧姓高井，嫁给秋元康后改名秋元麻巳子，前日本歌手、随笔作家、插画家，擔任丈夫的株式会社秋元康事务所监察役，出生于福井县小滨市。

## 经历
高井麻巳子1985年毕业于福井县立若狭高等学校。高中毕业后，为了进入美术大学，来到东京上预备校（后从女子美术大学短期大学部中途退学）。1985年4月，电视节目《黄昏喵喵》（日语：夕やけニャンニャン）中“寻找偶像”环节的星探伊藤克信挑中了在原宿散步的高井。在同环节的选拔中以一首《蓝色珊瑚礁》入选合格，加入了小貓俱樂部，会员编号16号。同年9月，担当小猫俱乐部首位个人出道的河合园子的单曲伴唱。同年10月，和会员编号19号的岩井由紀子组成子团体指指点点组，以动画《Highschool！奇面组》的主题曲出道。
1986年6月，以单曲个人出道，初登场就获得公信榜第一位。不过指指点点组的活动也在同时进行中。
1987年3月，从小猫俱乐部毕业，开始出演一些电视剧等。
1988年4月29日，在读卖乐园EAST举行了同好会结成纪念演唱会“Single's”。不到一个月后的5月23日，突然宣布和小猫俱乐部制作人秋元康结婚，并退出娱乐圈。之后两人在纽约隐居一年半。
2001年3月，长女出生。结婚后出了一些小说和绘本，署名秋元麻巳子。
2004年，出演了综艺节目，节目中拍摄了她家中的样子。

## 人物轶事
- 和同是小猫俱乐部成员的新田恵利、弓冈真美是好朋友。
- 她的偶像是THE CHECKERS组合的藤井尚之。
- 小猫俱乐部时期曾出演电影《恋爱中的女人》（恋する女たち），并和主演的齐藤由贵成为好友。后更曾一起去纽约旅行，也参加过齐藤由贵的谈话节目，其中谈到许多丈夫秋元康的趣事。齊藤出了一本书《由貴的世界感情旅行》，高井亦提供文章；其後齐藤出的一本《她是我最喜欢的人》書中，也提及许多高井结婚后的话题。
- 丈夫秋元康给搞笑艺人猿岩石作词时，曾用过笔名“高井良斉”（谐音“高井良妻”）。
- 家里姊妹四个，高井是次女。家里经营自行车店，这点在小猫俱乐部的《会员编号之歌》里面也有提及。
- 姐姐高井雅代是经常在富士电视台《夜のヒットスタジオ》等节目中活跃的舞蹈组合“Dee-Dee”的一员，两者亦曾共同出演。
- 小学时跑步很快，曾获得比赛第一名。中学参加垒球社。

## 唱片

### 单曲
- シンデレラたちへの伝言 / こわれかけたピアノ（1986年6月25日 作詞:売野雅勇、作曲:八田雅弘、編曲:Light House Project（本名矢岛贤）
- メロディ / 時のつげごと（1986年9月21日 作詞:沢ちひろ、作曲:明日香、編曲:清水信之）
- 約束 / 春は名のみ（1986年12月21日 作詞:売野雅勇、作曲：八田雅弘、編曲:清水信之） cassette tape盘「高井さんの二十歳の約束」収録
- かげろう / 眠りのオペラ（1987年3月18日 作詞:沢ちひろ、作曲:八田雅弘、編曲:清水信之）
- 情熱れいんぼぅ / 夕暮れのピアノ（1987年6月10日 作詞:沢ちひろ、作曲:八田雅弘、編曲:清水信之）
- うそつき / 十月の旅人（1987年9月21日 作詞:麻生圭子、作曲:明日香、編曲:清水信之）
- テンダー・レイン / 星のせせらぎ（1987年12月16日 作詞:森本抄夜子、作曲:山口未央子、編曲:チト河内（本名河内重昭））
- 木洩れ陽のシーズン / 汚れなき悪戯（1988年4月6日 作詞:田口俊、作曲:岸正之、編曲:中村哲）

### 专辑
- いとぐち　（1987年1月21日）
- こころ日和　（1987年7月5日）
- 私のままで…　（1988年1月21日）
- Message　（1988年6月5日）
- MYこれ!クション 高井麻巳子BEST　（2002年2月20日）
- うしろゆびさされ組★うたの大百科 その2 高井麻巳子　（2004年5月19日）
- 高井麻巳子 SINGLESコンプリート　（2007年8月17日）

### 影片
- 時計じかけの小悪魔（ファントマ）（1987年7月5日）
- ファースト・コンサート DO・RA・MA（1987年7月21日）

### 参加作品
- 真赤なウソ（1987年2月21日） 明石家秋刀鱼的单曲和声歌手
- COVERS（1988年8月15日） RC SUCCESSION的专辑和声歌手

## 出演

### 节目
- 黄昏喵喵（1985年 - 1987年、富士电视台）
- 夕食ニャンニャン（1986年、富士电视台）
- 森田一義アワー 笑っていいとも!（1986年・1988年、フジテレビ） - TELEPHONE SHOCKING出演

### 电视剧
- 月曜ドラマランド ボクの婚約者（フィアンセ）（1986年1月13日、富士电视台）
- 月曜ドラマランド おニャン子学園危機イッパツ とんだ放課後（1986年5月12日、富士电视台）
- 月曜ドラマランド あしながおじさん（1986年7月7日、富士电视台） 主演
- 月曜ドラマランド ないしょのハーフムーン（1987年2月16日富士电视台） 主演
- アナウンサーぷっつん物語（1987年4月6日～5月11日、富士电视台）
- 富士電視台週四連續劇 熱くなるまで待って!（1987年7月9日～9月24日、富士电视台）
- オバの魔法使い（1987年8月10日、富士电视台）
- アナウンサーぷっつん物語スペシャル（1987年10月1日朝日电视台系）

### 电影
- 恋爱中的女人（1986年12月13日、東宝株式会社）

### 电台
- 高井麻巳子 ほほえみメッセージ（1986年10月 - 1988年3月、日本放送）アイドル夢工場枠での放送後も単独番組として放送。

## 书籍
- ソレイユ 高井麻巳子写真集（1987年7月5日、フジテレビ出版）
- 三日月ふるふる　秋元康（著）、秋元麻巳子（绘）（1991年1月、MAGAZINE HOUSE, Ltd.）
- キスまでの距離　田中章義（著）、秋元麻巳子（绘）（1992年10月、角川書店）
- 二人暮しのお取り寄せ　秋元麻巳子（著）（2000年6月、角川書店）
- ぞうネコ　秋元 康（著）、秋元麻巳子（绘）（2002年12月、小学館）
- お茶の時間のお取り寄せ　秋元麻巳子（著）（2003年6月、角川書店）
- 幸福のお取り寄せ　秋元麻巳子（著）（2004年3月、讲谈社）